# H2O (Band)
H2O ist eine US-amerikanische Hardcore-Band. Ihr Stil wird oft als Melodic Hardcore bezeichnet. Die Band stammt aus New York City und gehört der New-York-Hardcore-Szene an.

## Geschichte
Toby Morse, Sänger der Band, war Roadie bei der Hardcoreband Sick of It All. Gab es keine Vorband, so spielte er mit anderen vor dem Auftritt der Gruppe einige Lieder. Da die Fans von seinem Gesang begeistert waren, wurde er ermutigt, seine eigene Band zu gründen. So machte er sich zusammen mit dem Gitarristen Rusty Pistachio 1995 auf die Suche nach weiteren Bandmitgliedern, die in Form von Bassist Eric Thrice, Schlagzeuger Todd Friend und Todd Morse, dem Bruder von Toby, gefunden wurden.
Man begab sich zu Aufnahmen ins Studio und 1996 konnte das selbstbetitelte Debütalbum veröffentlicht werden. Thrice verließ kurze Zeit später die Band und wurde durch den Briten Adam Blake ersetzt. Aufgrund eines positiven Eindrucks vom Debütalbum wurde die Gruppe von Epitaph Records unter Vertrag genommen und 1997 erschien mit Thicker Than Water das zweite Werk der Band. Es folgte eine Tour durch die USA mit den Misfits, Pennywise und The Mighty Mighty Bosstones.
1999 erschien mit F.T.T.W. das nächste Album der Band, aufgenommen mit Brett Gurewitz. Nachdem der Plattenvertrag mit Epitaph ausgelaufen war, wechselte man zu MCA. Hier erschien 2001 Go, das vierte Album von H2O. Es folgte eine 18-monatige Tour, die vor allem als Support für Boxcar Racer bestritten wurde. Danach beschloss man, eine Pause einzulegen, und veröffentlichte noch die All We Want-EP, die zwei Stücke eines Livekonzertes im New Yorker Club CBGB beinhaltet. 2005 ging man wieder auf Tour und arbeitete zeitweise an einem neuen Album, das 2008 unter dem Titel Nothing to Prove erschien. Derweil erschien 2005 die DVD One Life One Chance. 2015 erschien das Studio-Album Use Your Voice, welches von der Band in sozialen Medien ab und an als das letzte Album der Band bezeichnet wurde. Gleichzeitig gibt es jedoch keine konkrete Aussage, dass H2O sich auflösen würden. Todd Morse ist erstmals nicht mehr auf einem Album zu hören, da er aus der Band ausstieg.
Toby Morse ist Straight Edge und wirbt auf seiner Homepage und als „Keynote-Speaker“, z. B. in Schulen, für diesen Lebensstil.

## Galerie

H2O live auf dem With Full Force 2018
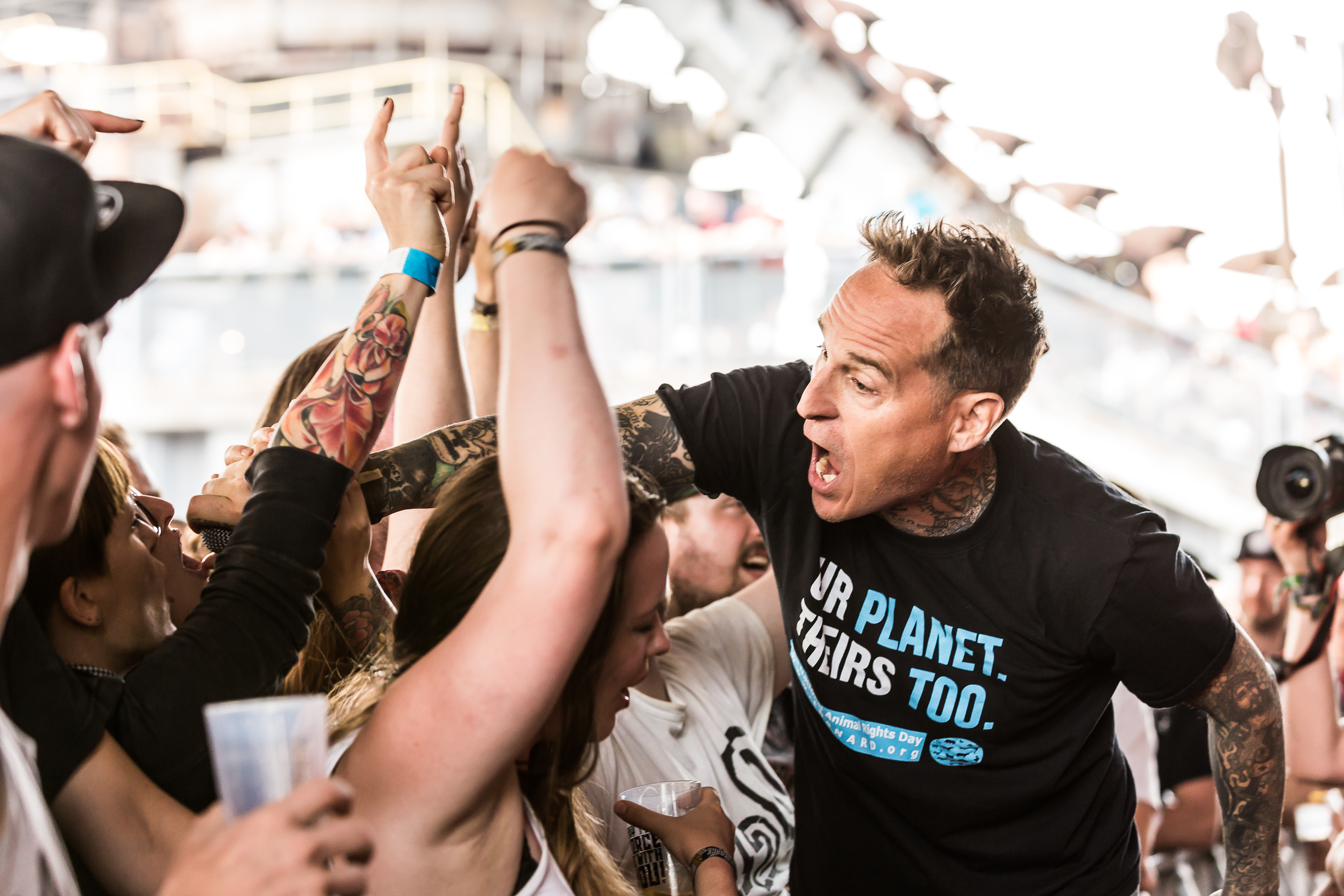
Sänger Toby Morse
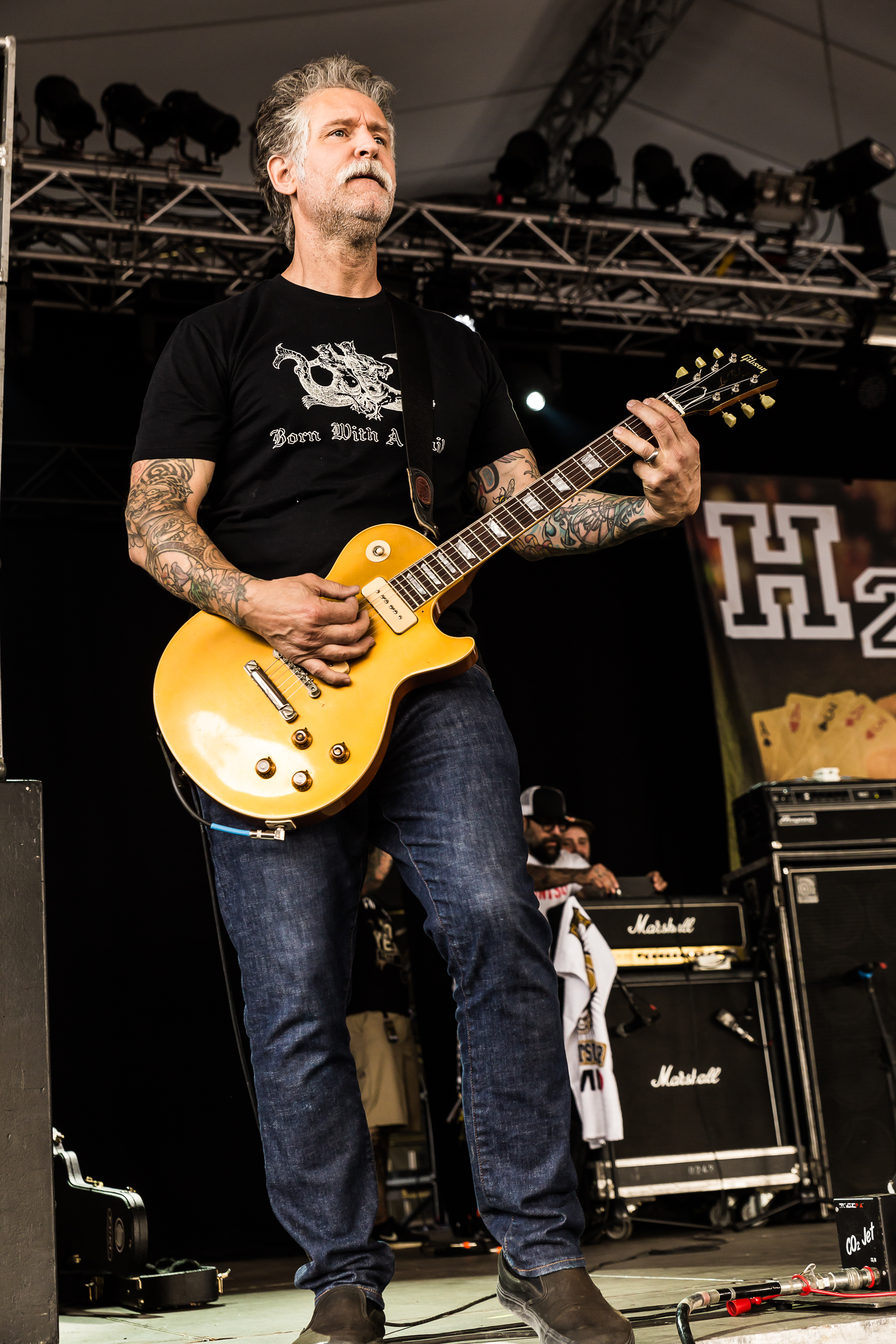
Lead-Gitarrist Rusty Pistachio
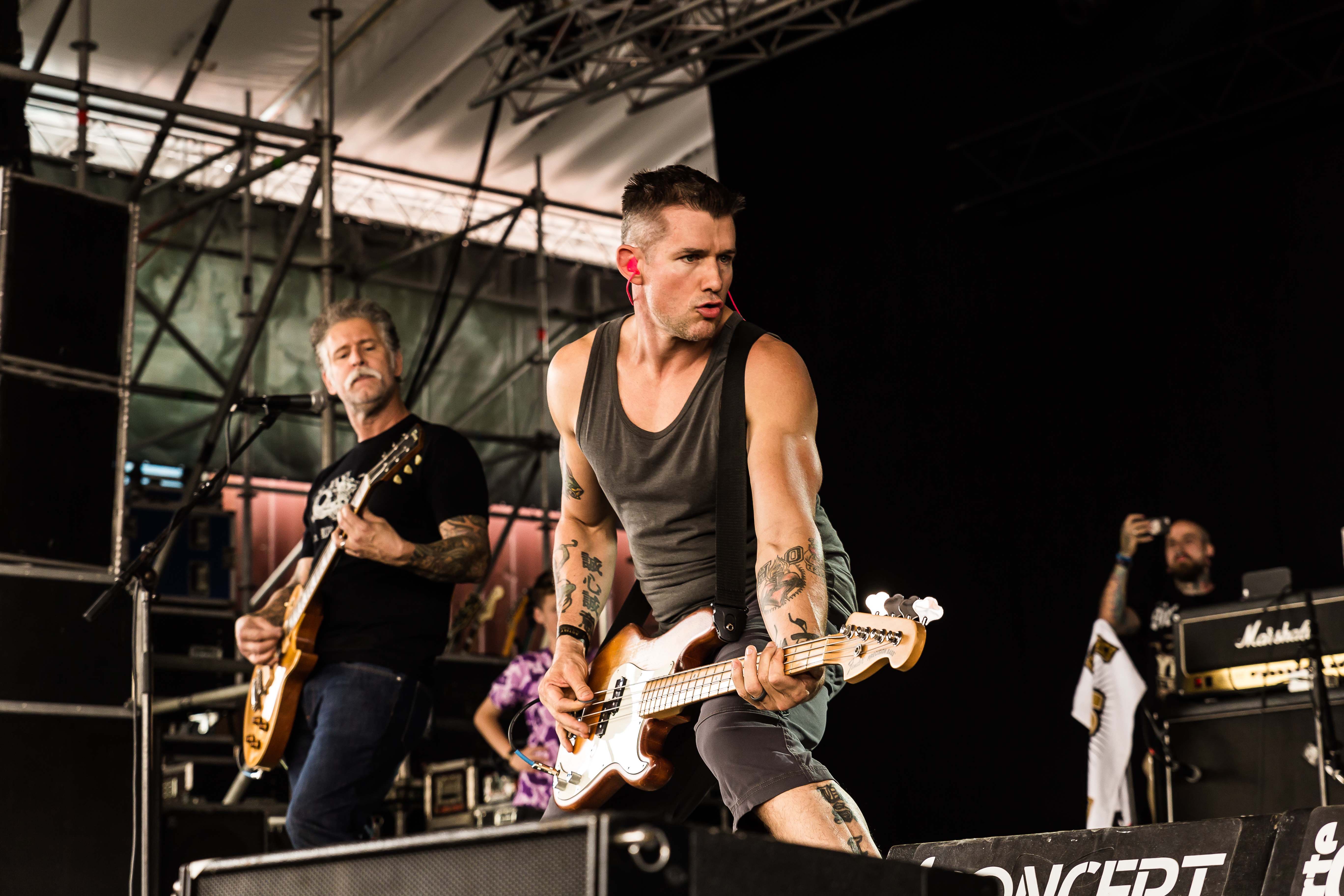
Bassist Adam Blake
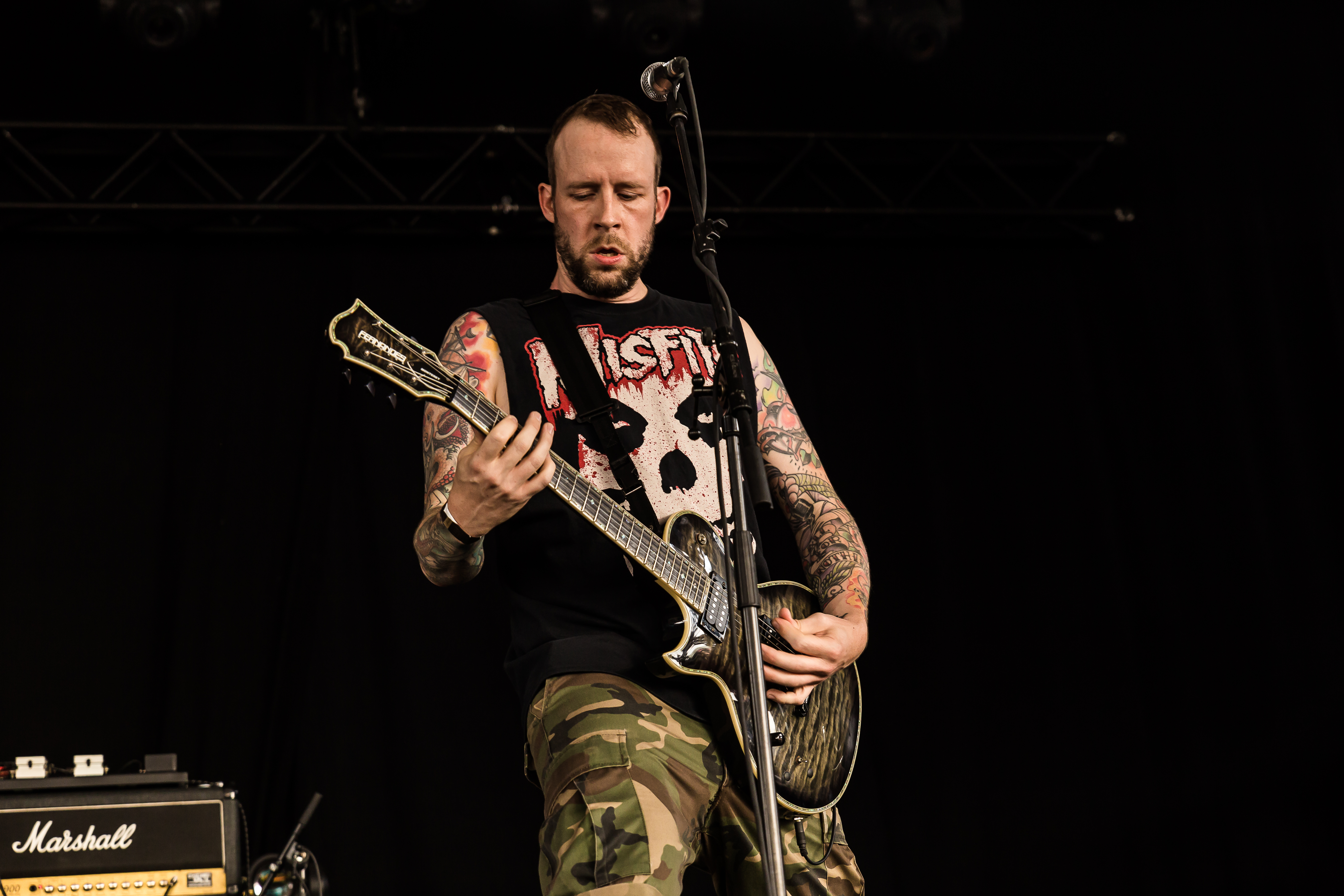
Rhythmus-Gitarrist Colin McGinnis
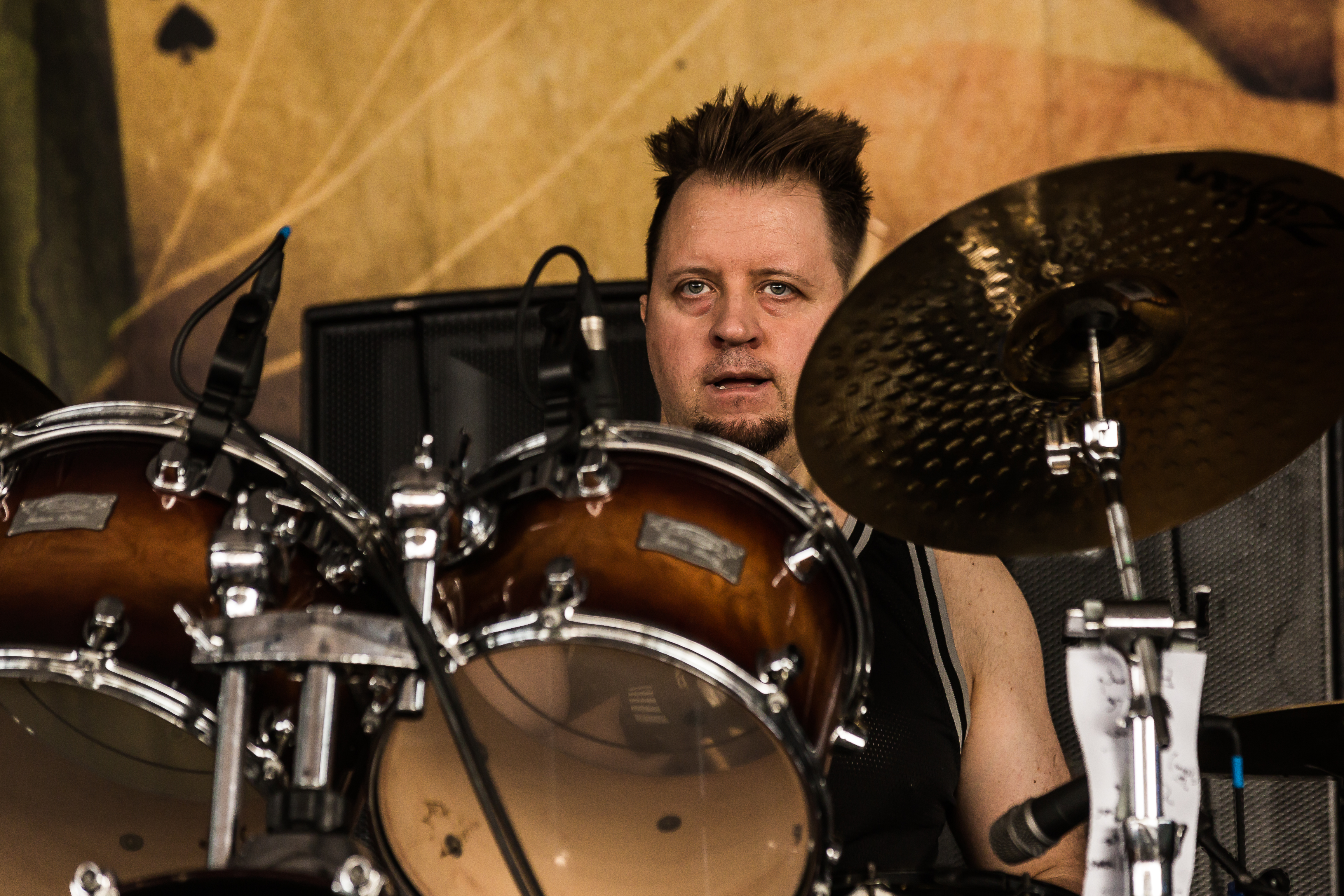
Schlagzeuger Todd Friend

## Diskografie
- 1996: H2O (Blackout Records)
- 1997: Thicker Than Water (Epitaph Records)
- 1999: F.T.T.W. (Epitaph Records)
- 2000: This Is the East Coast…! Not LA! (Split-EP mit Dropkick Murphys)
- 2001: Go (MCA Records)
- 2002: All We Want (EP, MCA Records)
- 2008: The Bowery Collection (live at the CBGB) (MVD Audio)
- 2008: Nothing to Prove (Bridge Nine Records)
- 2011: Don't Forget Your Roots (Bridge Nine Records)
- 2015: Use Your Voice (Bridge Nine Records)
- 2017: The Don Fury Demo Session (EP, Bridge Nine Records)

### DVDs
- 2005: One Life One Chance

### Kompilationen mit exklusiven H2O-Liedern
- 1996: The World Still Won't Listen mit Heaven Knows I Am Miserable Now
- 1997: Show & Tell (A Stormy Remembrance of TV Themes) mit Bad Boys (Cops Theme)
- 1997: Anti Racist Action Benefit CD mit Nazi Punks #### Off!
- 1999: Fight the World, Not Each Other – A Tribute to 7 Seconds mit Not Just Boys Fun
- 1999: Short Music for Short People mit Mr. Brett, Please Put Down Your Gun
- 2000: World Warped, Vol. 3: Live mit Faster Than the World (Live)
- 2001: Warped 2001 Tour Compilation mit Unwind
- 2002: Punk Rock Jukebox mit Friend (early version)
- 2002: Dive into Disney mit It's a Small World